# Angelo Domenghini
Angelo Domenghini (Lallio, 25 de agosto de 1941) é um ex-futebolista e treinador italiano que atuava como atacante e extremo direito. Ele é lembrado pelo seu papel criativo, bem como excelente habilidade técnica, que, juntamente com sua aceleração e agilidade, permitia a ele vencer os adversários, em particular durante situações de um contra um. Ele representou a Seleção Italiana de Futebol na UEFA Euro 1968, competição que a Itália acabou campeã e na Copa do Mundo FIFA de 1970, a Itália terminou como vice-campeã. 

## Carreira
Nascido em Lallio, na província de Bergamo, Domenghini iniciou sua carreira profissional com o clube da tua terra natal a Atalanta em 1960.
Com o clube ele ganhou a Coppa Italia em 1963, terminando o torneio como o artilheiro com 5 gols, marcando também um hat-trick na final contra o Torino. 
Em 1964, Domenghini foi para a Inter de Milão e foi membro da equipe de grande sucesso do treinador Helenio Herrera, o time ficou conhecido como "A Grande Inter"; ele jogou 164 vezes pelo clube, marcando 54 golos. Com a Inter ele venceu dois títulos da Serie A, duas Copas Intercontinentais e uma Liga dos Campeões.
Ele também jogou no Cagliari, lá ele formou um trio de ataque notável ao lado de Gigi Riva e Sergio "Bobo" Gori. Na primeira temporada de Domenghini com o clube, eles ganharam o titulo da Serie A. 
Mais tarde, ele jogou pela Roma na temporada 1973-74, em seguida, mudou-se para jogar a Serie B pelo Hellas Veronaem 1974, ele ficou em Verona por duas temporadas, os ajudando a ganhar a Serie A em 1975. 
Em sua última temporada na Serie A, ele jogou no Foggia, depois ele jogou na Serie C pelo Olbina por uma temporada e pelo Trento na Serie C1 também por uma temporada. Logo depois ele se aposentou em 1979. 
No total, Domenghini jogou 390 vezes na Serie A, marcando 98 gols.

## Carreira Internacional
Domenghini jogou 33 vezes pela Itália, marcando 8 gols entre 1963 e 1972. Ele representou a Itália na Euro 1968 em casa, e  foi nomeado para a equipe do torneio por suas apresentações. 
Mais tarde, ele participou da Copa do Mundo de 1970 com a Itália, marcando um gol na vitória sobre a Suécia na fase de grupos. A Itália acabaria por alcançar a final, mas perderia por 4-1 para o Brasil.

## Títulos

### Clube
Atalanta 
- Coppa Italia : 1962-63

Inter 
- Série A: 1964-65 e 1965-66
- Liga dos Campeões: 1964-65
- Copa Intercontinental : 1964 e 1965

Cagliari 
- Serie A : 1969-70

### Internacional
Itália 
- Campeonato Europeu : 1968

### Individual
- Artilheiro da Coppa Italia: 1962-63